# Scandinavian Open 1986
Die Scandinavian Open 1986 im Badminton fanden vom 5. bis zum 9. März 1986 in Kopenhagen, Dänemark, statt. Mit einem Preisgeld von 22.000 US-Dollar wurde das Turnier in Kategorie 1 der Grand-Prix-Wertung eingestuft.

## Finalresultate
| Disziplin    | Sieger                         | Finalist                       | Ergebnis           |
| ------------ | ------------------------------ | ------------------------------ | ------------------ |
| Herreneinzel | Morten Frost                   | Torben Carlsen                 | 15:5, 15:5         |
| Dameneinzel  | Qian Ping                      | Hwang Hye-young                | 11:4, 11:7         |
| Herrendoppel | Jesper Helledie Steen Fladberg | Martin Dew Dipak Tailor        | 15:9, 15:18, 15:7  |
| Damendoppel  | Kim Yun-ja Yoo Sang-hee        | Chung Myung-hee Chung So-young | 15:7, 17:14        |
| Mixed        | Martin Dew Gillian Gilks       | Lee Deuk-choon Chung Myung-hee | 17:16, 12:15, 15:7 |